# Dracaena rubroaurantiaca
Dracaena rubroaurantiaca là một loài thực vật có hoa trong họ Măng tây. Loài này được De Wild. mô tả khoa học đầu tiên năm 1906.